# Pic Meru
Pour les articles homonymes, voir Meru (homonymie).
Ne pas confondre avec le mont Meru, montagne mythique considérée comme l'axe du monde dans les mythologies persane, bouddhique, jaïne et hindoue.
Ne pas confondre avec le mont Méru, un volcan du Nord de la Tanzanie.
Le pic Meru, culminant à 6 660 mètres d'altitude, est un sommet de l'Himalaya dans le Nord de l'Inde. 

## Géographie

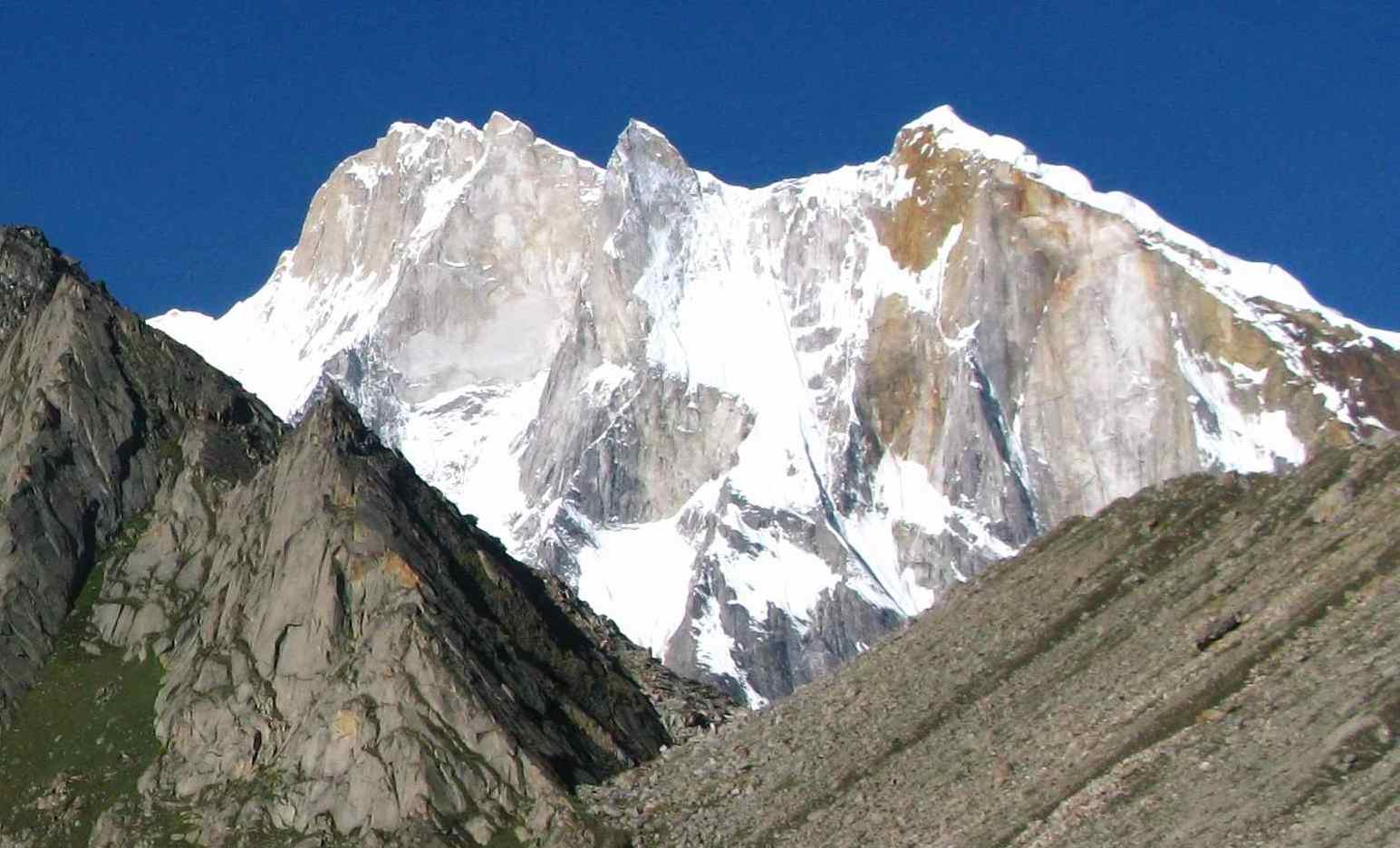
Vue du pic Meru : de gauche à droite, la cime sud qui est la plus élevée (6660 mètres), la cime centrale (aussi appelée Shark’s Fin) et la cime nord. Le Shark’s Fin se trouve au centre juste à gauche de la large bande neigeuse.

Le pic Meru fait partie du groupe de Gangotri situé dans la région du Gahrwal. À son pied, se trouve le glacier de Gangotri.
La montagne possède trois cimes : la cime sud (6 660 mètres), la cime centrale (6 310 mètres) et la cime nord (6 450 mètres). La cime centrale est aussi appelée Shark’s Fin (en français, « aileron de requin »).

## Ascensions et base-jump
Les deux cimes les plus élevées ont été gravies avant la cime centrale plus difficile, qui a été atteinte la première fois par une ascension solo de Valeri Babanov en 2001. Cet exploit lui a valu un piolet d'or.
La Shark's Fin Route (« voie de l'aileron de requin ») vers le haut de la crête centrale est considérée par les alpinistes comme l'itinéraire le plus difficile au monde. Elle a été grimpée la première fois en octobre 2011 par une cordée se composant de Conrad Anker, de Jimmy Chin et de Renan Ozturk (en).
En juin 2006, le pic Meru est devenu le site de base-jump le plus élevé du monde effectué à partir d'un sommet. Le saut a été effectué par Glenn Singleman et Heather Swan à une altitude de 6 604 mètres. En 2013, ce record a été battu par le saut de Valeri Rozov depuis la face nord de l'Everest.